# Jozef Posson
Jozef Alfons Maria Cornelius Posson (Antwerpen, 17 oktober 1912 - 7 juli 1986) was een Belgisch syndicalist en politicus voor de CVP.

## Levensloop
Jos Posson werd op zeventienjarige leeftijd bediende bij de Crédit Anversois. Hij was ook actief in de christelijke arbeidersbeweging. Van 1932 tot 1953 was hij propagandist van de Christelijke Centrale voor Voeding. Hij werd secretaris, vanaf 1940 voorzitter, van de Christene Werkliedenbond Sint-Andries, de latere KWB. 
In 1946 werd hij gemeenteraadslid en in 1953 schepen van de stad Antwerpen, bevoegd voor financies en de begraafplaatsen, en vanaf 1967 voor openbare werken. Een mandaat dat hij bekleedde tot aan de fusie van Groot-Antwerpen. Hij was vooral bekend vanwege zijn uitgebreid dienstbetoon en zijn actie voor de uitbouw van de Antwerpse Linkeroever. Van 1958 tot 1976 zetelde hij als CVP-volksvertegenwoordiger voor het arrondissement Antwerpen. 
In 1976 werd hij voorzitter van de CVP arrondissement Antwerpen.